# Parougia wolfi
Parougia wolfi är en ringmaskart som beskrevs av Blake och Hillbig 1990. Parougia wolfi ingår i släktet Parougia och familjen Dorvilleidae. Inga underarter finns listade i Catalogue of Life.